# Неразделнолистно шапиче
Неразделнолистното шапиче (Alchemilla indivisa) е вид растение, принадлежащо към семейство Розови. Включено е в списъка на лечебните растения съгласно Закона за лечебните растения.
Видът произхожда от Балканския полуостров.